# Barbora Hlavsová
Barbora Hlavsová je české filmové drama režiséra Martina Friče z roku 1942, ve kterém titulní roli vytvořila Terezie Brzková.

## Obsazení
| Terezie Brzková            | Barbora Hlavsová                                |
| František Smolík           | ředitel Vojtěch Hlavsa, Barbořin syn            |
| Jiřina Štěpničková         | Klára Hlavsová, Vojtěchova žena                 |
| Rudolf Hrušínský           | Bořík, syn Hlavsových                           |
| Jindřich Plachta           | penzista Žanta                                  |
| Jaroslav Průcha            | starosta Prouza                                 |
| Vladimír Řepa              | holič Kvěch, člen představenstva záložny        |
| Stella Májová              | Vlasta, Kvěchova dcera                          |
| František Filipovský       | klenotník Bartyzal, člen představenstva záložny |
| Karel Dostal               | řezbář Lukáš Hlavsa, Barbořin švagr             |
| Eliška Kuchařová           | Eliška, vnučka Lukáše Hlavsy                    |
| Rudolf Hrušínský nejstarší | mlynář Ryšavý, člen představenstva záložny      |
| Vilém Pfeiffer             | Kaliba, Klářin druhý manžel                     |
| Eman Fiala                 | tkadlec Benák                                   |
| Václav Trégl               | tkadlec Oldřich                                 |
| Ella Nollová               | služka Rézinka                                  |